# Monumento ad Alessandro Manzoni (Milano)
Il monumento ad Alessandro Manzoni è una statua in bronzo di Francesco Barzaghi (1839-1892) eretta nel 1883 in piazza San Fedele a Milano di fronte alla chiesa. Sui gradini di quella chiesa il 6 gennaio 1873 il Manzoni cadde uscendo da messa procurandosi una ferita al capo che lo portò alla morte il 22 maggio di quello stesso anno.

## Storia e descrizione
L'erezione del monumento, "in dimensioni alquanto maggiori del vero [...] sopra semplice ed elegante piedestallo", venne deliberata dal Consiglio Comunale nell'assemblea del 17 aprile 1878; si decise di innalzarlo in piazza San Fedele, località scelta da 33 consiglieri contro 30 che avevano invece proposto di erigerlo in piazza Belgioso, nei pressi dell'abitazione dello scrittore.  Il punto prescelto era fra la chiesa e il luogo ove sorgeva, fino al 1814, il demolito palazzo Sannazzari in cui risiedeva il Ministro delle Finanze napoleonico Giuseppe Prina, trucidato nell'aprile di quell'anno nei pressi di casa Manzoni; Manzoni aveva assistito al linciaggio del Prina e ne aveva trasferito la scena in un episodio dei Promessi Sposi.
La commissione per l'erezione del monumento era stata nominata dalla giunta municipale il 24 luglio 1876 e composta dai senatori Carlo Barbiano di Belgioioso e Tullo Massarani e dal pittore e storico dell'arte professor Antonio Caimi.
Il bronzo venne fuso a Milano su disegno dei Barzaghi il 3 maggio 1883 nella fonderia Barigozzi-Barzaghi: il metallo pesa 18 tonnellate ed è composto da 88 parti di rame e 12 di stagno.
La statua poggia su un basamento in granito rosso e ritrae lo scrittore in piedi, in espressione assorta e con la gamba sinistra portata in avanti nell'atto di camminare; con la mano sinistra dietro la schiena, tiene nella destra il libro delle Georgiche di Virgilio. Il monumento, posto in linea retta di fronte al portone di San Fedele, non è tuttavia allineato perfettamente alla chiesa, risultando bensì spostato e ruotato verso destra in modo da non coprire la vista del portone stesso. Sulla parte anteriore del piedestallo l'incisione «F.Barzaghi fece 1883»; sulla parte posteriore «Barigozzi e Barzaghi fusero».
Nel 1923, per i cinquanta anni della morte del Manzoni, una corona di alloro in bronzo fu applicata alla base anteriore del piedestallo, dove tuttora si trova.

## Inaugurazione del monumento
La statua venne scoperta alle ore 15 di martedì, 22 maggio 1883, in concomitanza con la Festa manzoniana, serie di celebrazioni che si tennero per il decimo anniversario della morte dello scrittore. All'inaugurazione, seguita alla traslazione delle spoglie del poeta al Famedio del Cimitero Monumentale, erano presenti il Principe di Genova Tommaso di Savoia e la consorte principessa Isabella di Baviera, accolti da una numerosissima schiera di invitati e dalla cittadinanza in festa. Un lungo discorso commemorativo venne tenuto dal sindaco di Milano Giulio Bellinzaghi, seguito da brevi discorsi del senatore Giulio Carcano e dal deputato Emanuele Borromeo. Allo scoprimento della statua al Principe e alla Principessa fu presentato lo scultore Barzaghi, artefice del monumento.

## Galleria d'immagini

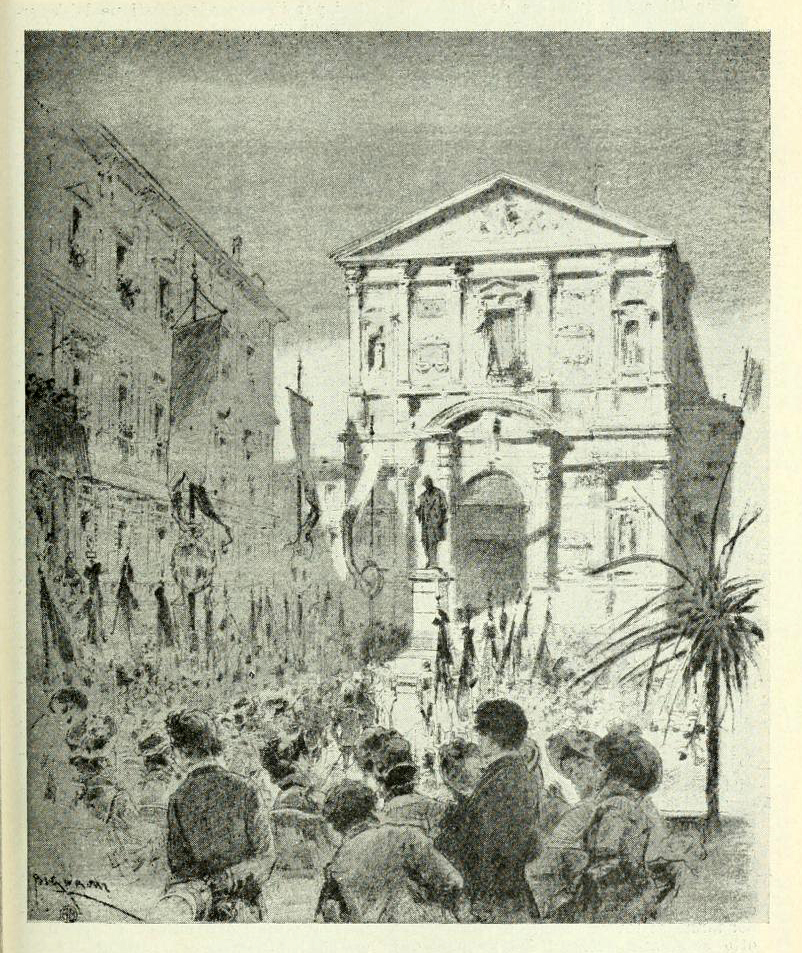
Inaugurazione del monumento ad Alessandro Manzoni il 22 maggio 1883, schizzo di Vespasiano Bignami
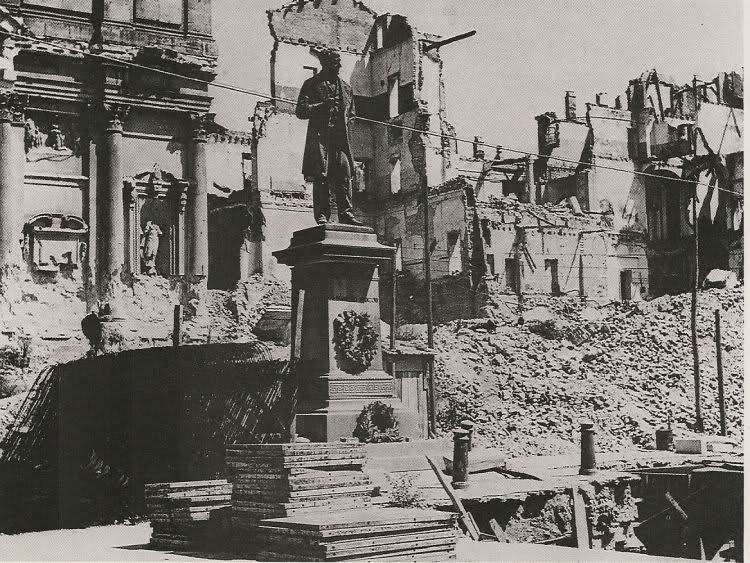
Il monumento dopo i bombardamenti